# Dolní Houžovec

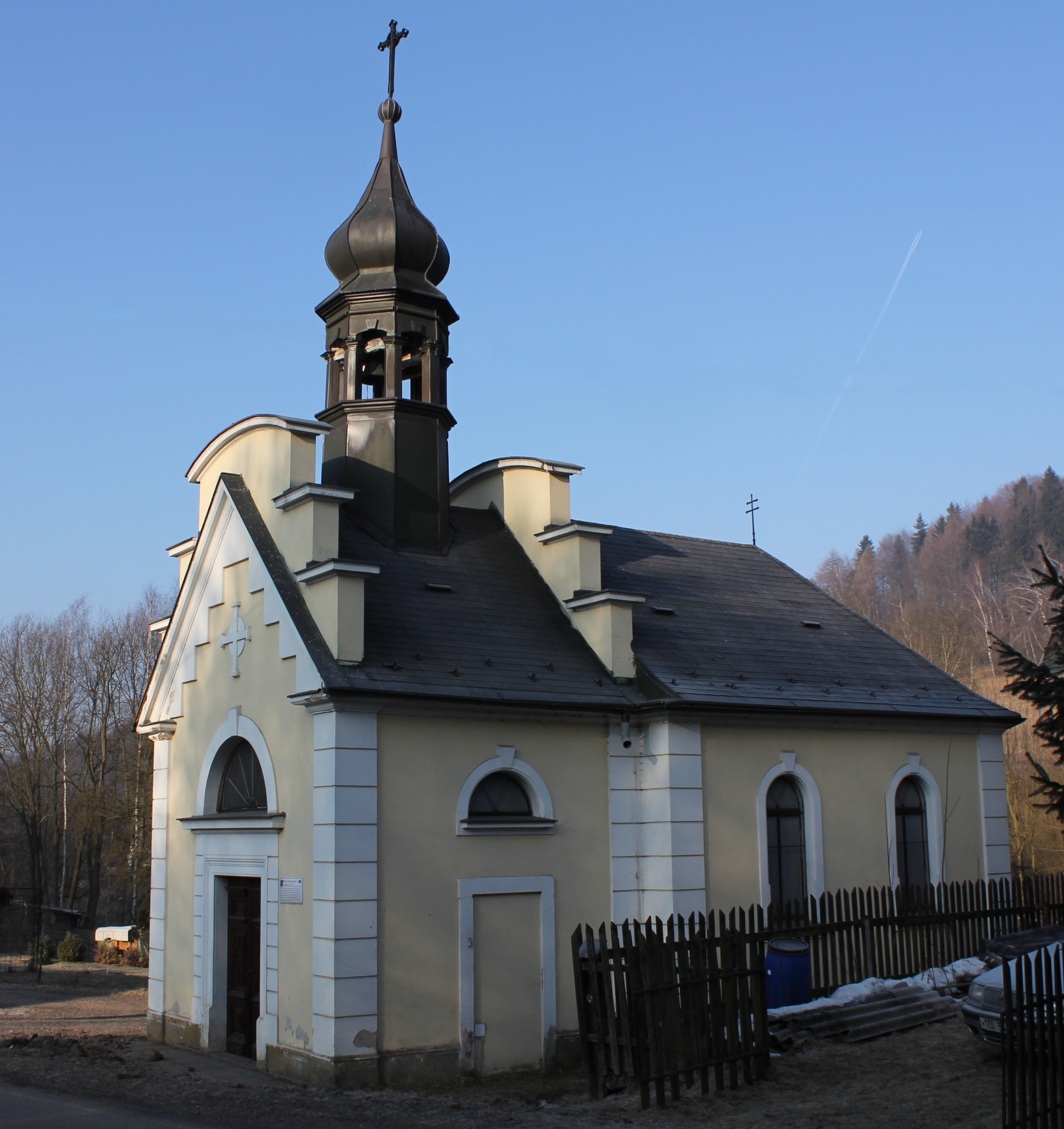
Steinkapelle Zur Schmerzhaften Muttergottes, 1904 erbaut.

Dolní Houžovec (deutsch: Seibersdorf, auch Saibeschtoff sowie 1292 villa Sifridi und 1304 Sifridsdorf) ist ein Gemeindeteil der Stadt Ústí nad Orlicí im Bezirk Ústí nad Orlicí in der ostböhmischen Region Pardubický kraj in Tschechien.

## Lage
Der Ortsteil liegt 497 m ü. M.,  etwa 5,5 Kilometer östlich von der Stadt Ústí nad Orlicí entfernt, an einer Straße entlang zwischen den Ortsteilen Knapovec und Horní Dobrouč. Seiner Siedlungsform nach ist der Ort ein Waldhufendorf, das zwischen zwei Bergrücken eingebettet ist: gegen Osten zum Ausläufer des Steinbergs und im Süden zum 531 Meter hohe Zlatá hora (deutsch ‚Goldberg‘).

## Geschichte
Dolní Houžovec wurde urkundlich erstmals 1292 als villa Sifridi erwähnt. Damals schenkte von König Wenzel II. dem von ihm gegründete Kloster Königssaal unter anderem diesen Ort. Im Jahre 1568 waren nach einem unkritischen und ungenauen Urbar, welches nicht mit einem Kataster im neuzeitlichen Sinn vergleichbar ist, in Dolní Houžovec neben den Inwohnern und Insassen, die keinen Besitz hatten, 13 Hauswirte ansässig (davon elf Bauern und zwei Müller); nach einer ebensolchen „Steuer-Rolla“ von 1654 betrug die Einwohnerzahl 80 (davon elf Bauern, zwei Gärtner, ein Weber). Im Befund zur „revisitierten Rolla“ (1747/1751/1756) hielt man fest:

„Hat mit Hertersdorf gemeinsam einen Richter. Felder sind schlecht, bergig und steinig und kaum zu 1/3 verwendbar. Spinnen und kaufen von anders her den Lein. Sie ernähren sich sehr kärglich. 4 1/2 Ansässigkeiten.“

Für das Jahr 1817 ist erstmals ein Lehrer für den Ort überliefert, 1874 wurde ein Schulhaus erbaut, 1914 erhielt das Dorf Wasserleitungen, 1938 eine Zollaufsichtsstelle. In Dolní Houžovec lebte bis zum Zweiten Weltkrieg eine überwiegend deutschsprachige Bevölkerung. Nach einer Volkszählung von 1930 besaß der Ort damals 67 Häuser mit 302 (nach anderen 307) Einwohnern (davon 299 deutschsprachige, 3 tschechischsprachige). Etwa zu dieser Zeit hatte der Ort zwei Gasthäuser, zwei Gemischtwarenhandlungen, zwei Schuhmacher, je einen Sattler, Schmied, Wagner, Zimmermann, Viehhändler sowie einen Milchfuhrbetrieb, eine Konsumfiliale, einen Steinbruch und in der Dorfmitte einen kleinen Fischteich. Nach 1945/46 beziehungsweise nach dem Zweiten Weltkrieg wurde die deutschsprachige Bevölkerung vertrieben und die Häuseranzahl reduzierte sich nach einer Zählung von 1950 auf 42 Häuser. Anfang des 21. Jahrhunderts ist die Anzahl der Einwohner nach wie vor weit entfernt von den Bevölkerungszahlen der Vergangenheit (beispielsweise zwischen den Jahren 1843 bis 1930).
| Jahr          | 1654 | 1843 | 1869 | 1880 | 1890 | 1900 | 1910 | 1921 | 1930 | 1950 | 1961 | 1970 | 1980 | 1991 | 2001 | 2011 |
| Einwohnerzahl | 80   | 406  | 367  | 372  | 349  | 317  | 319  | 293  | 307  | 136  | 118  | 102  | 78   | 56   | 49   | 45   |

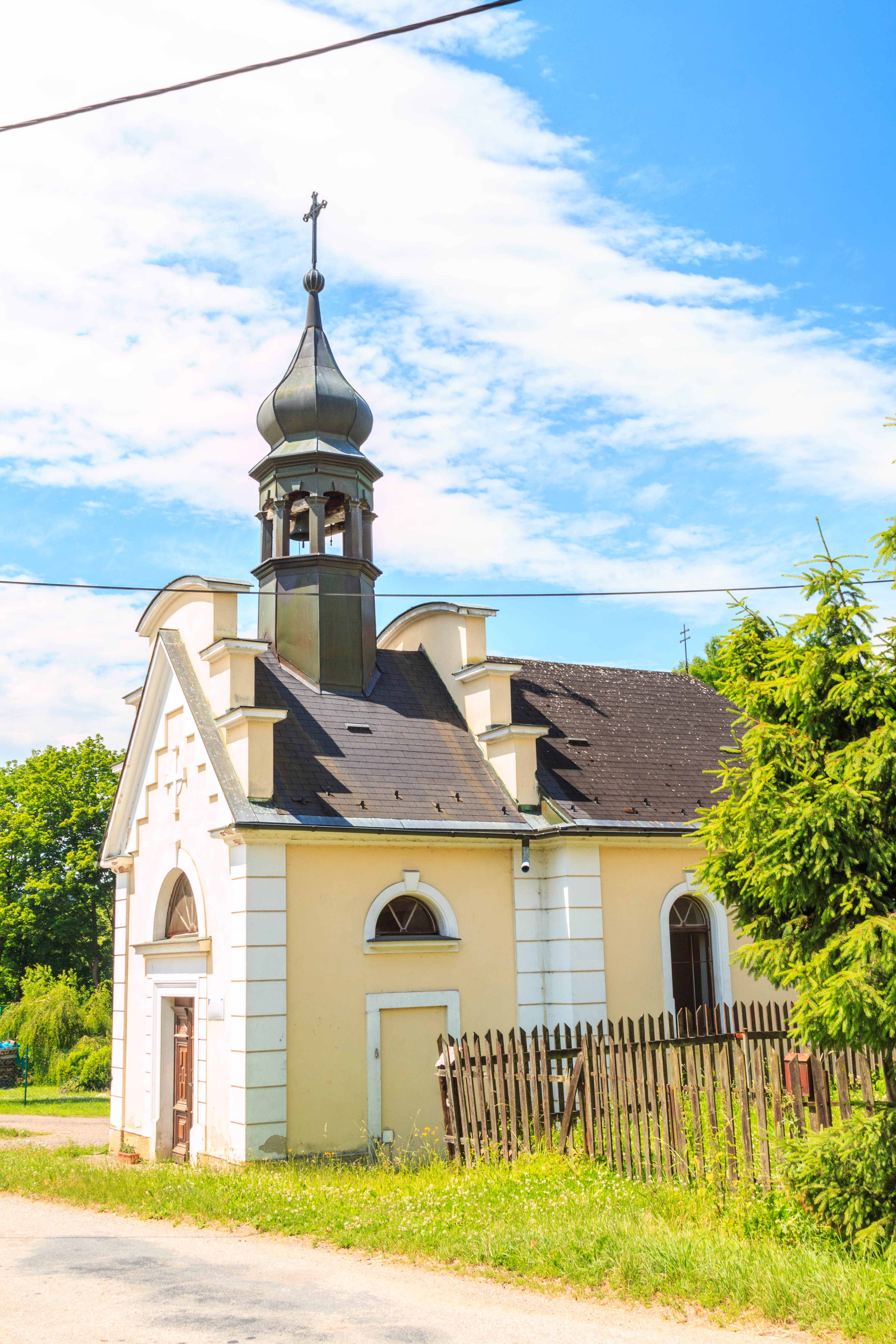
Dolní Houžovec – Kapelle
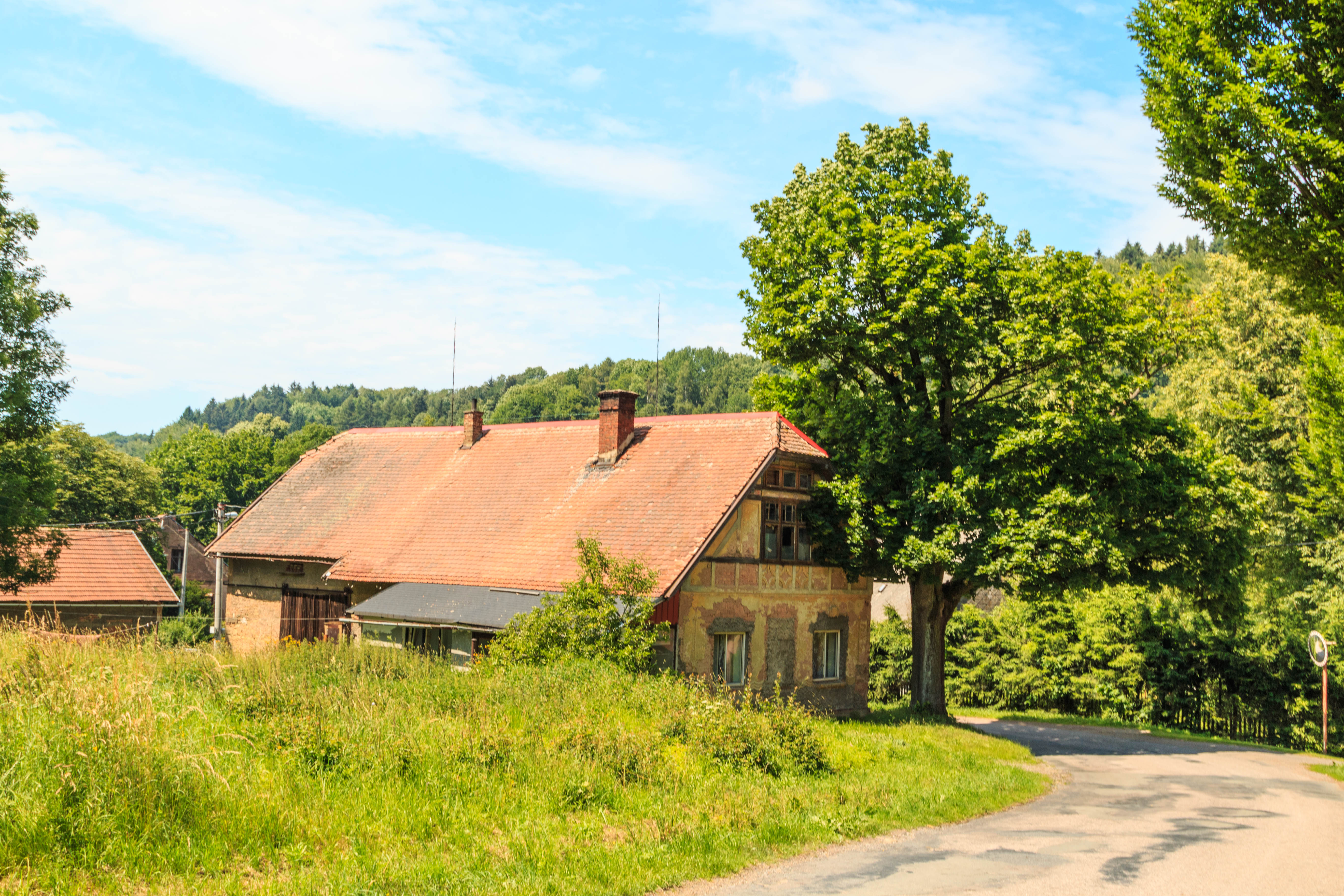
Dolní Houžovec – Hausnummer 8
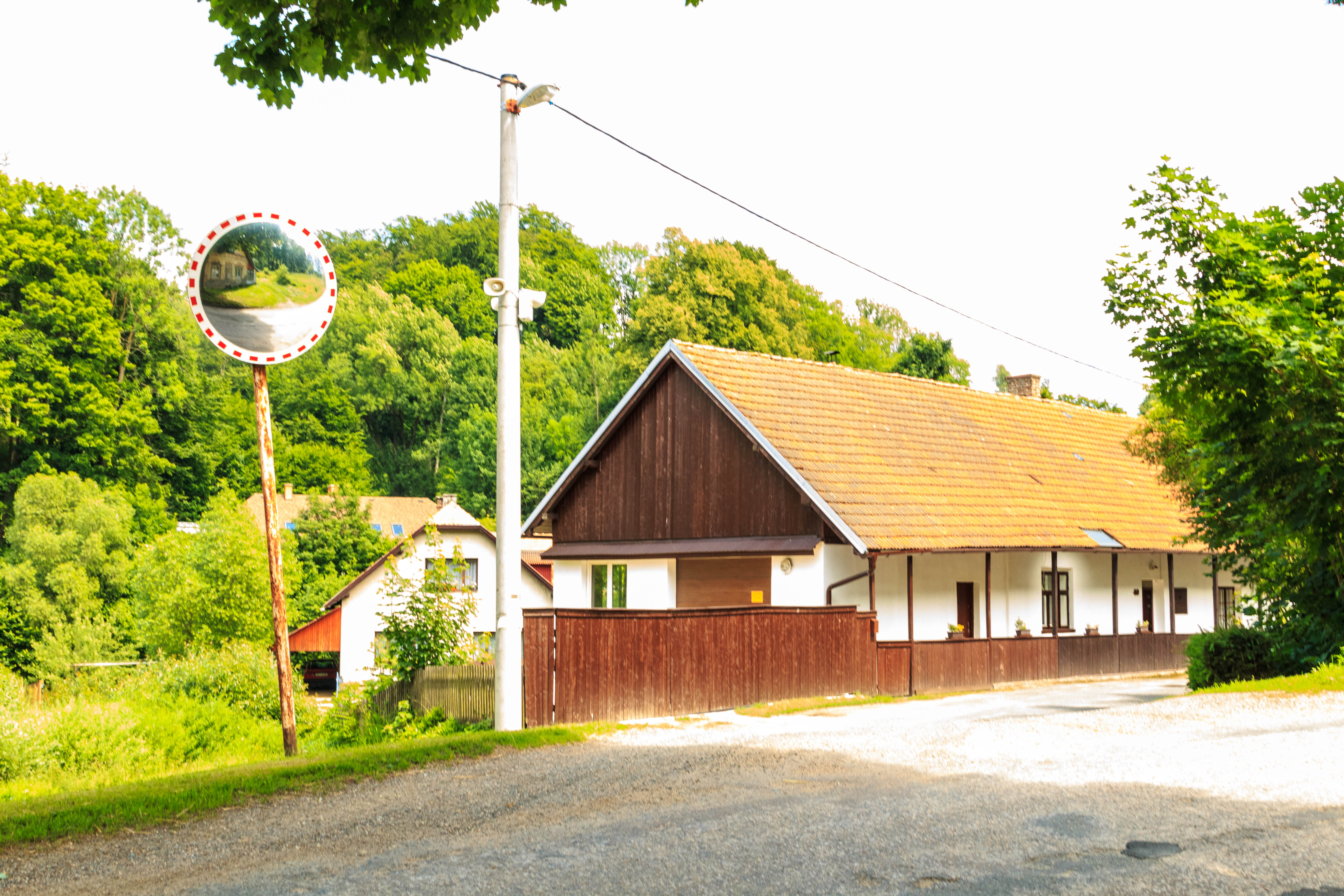
Dolní Houžovec – Hausnummer 23
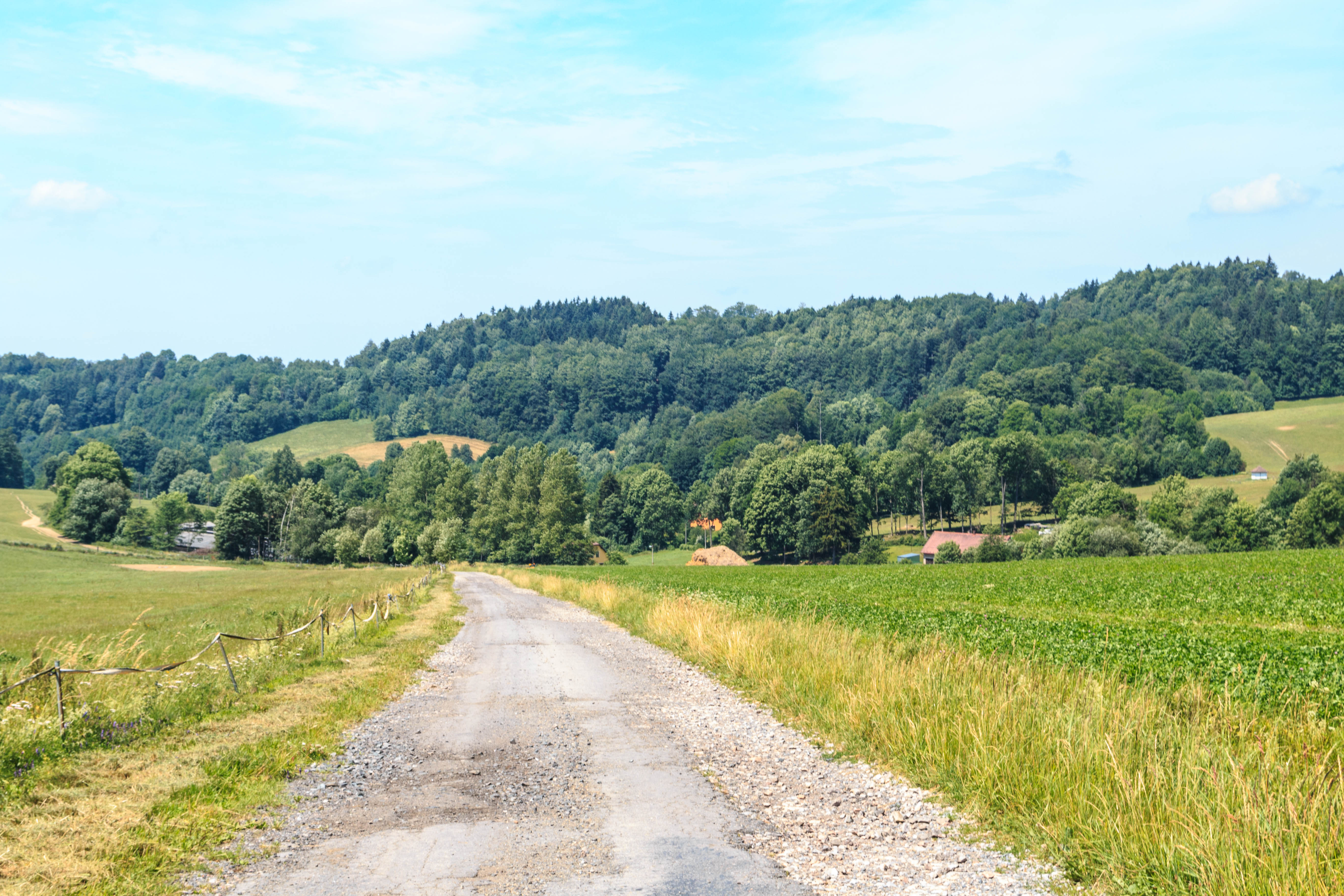
Panoramablick auf Dolní Houžovec

## Sehenswürdigkeiten
- Steinkapelle Zur Schmerzhaften Muttergottes: 1904 anstelle der alten Holzkapelle erbaut. Im Jahre 1921 stiftete Emilie Freudl eine der zwei neuen Glocken.[4] In der Zeit nach 1945 verfiel die Kapelle zunehmend; in den 1990er-Jahren wurde die Kapitelle mit finanzieller Unterstützung der ehemaligen deutschsprachigen Einwohner restauriert.[7]
- Bildstöcke/Kreuze aus dem 19. und 20. Jahrhundert

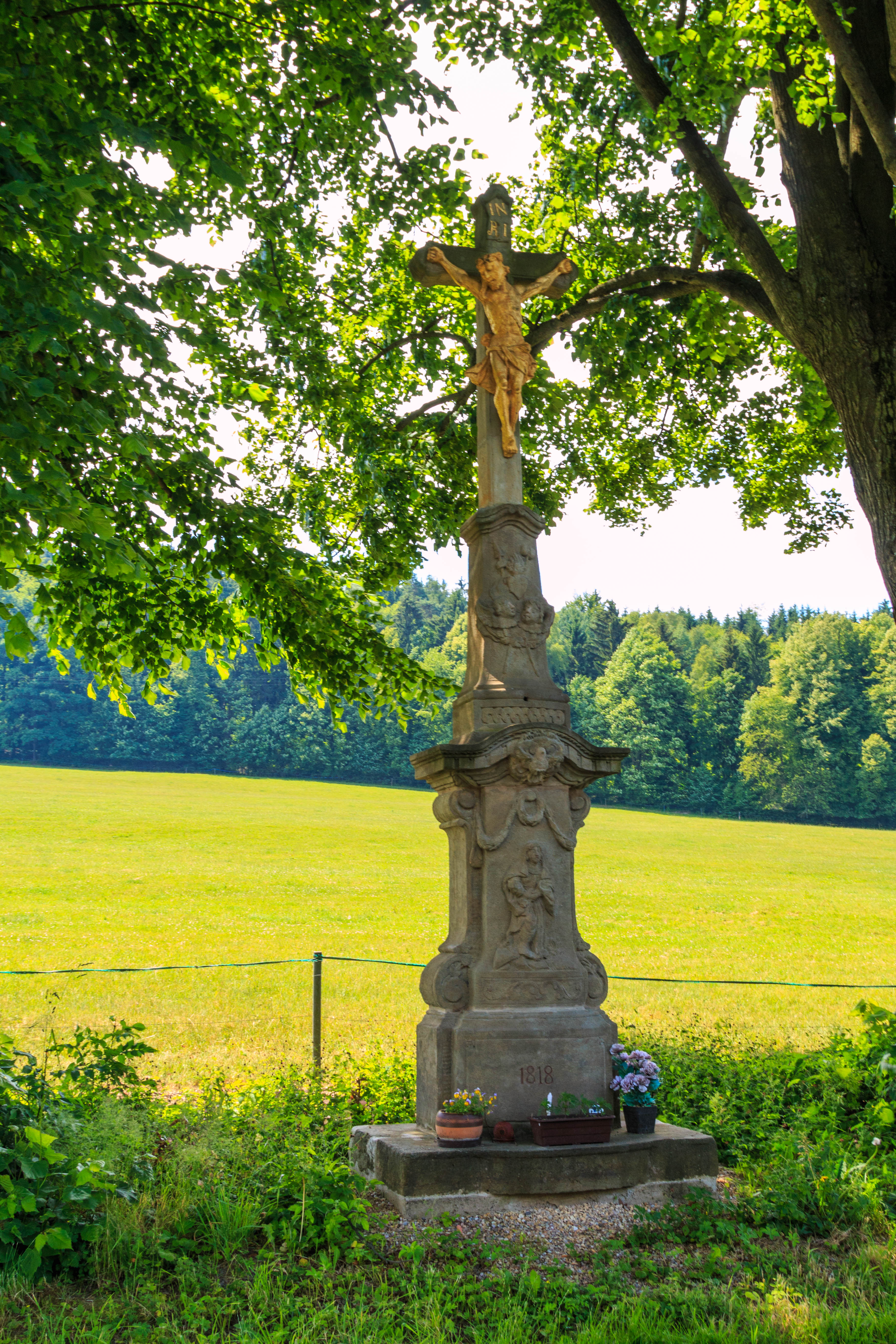
1818
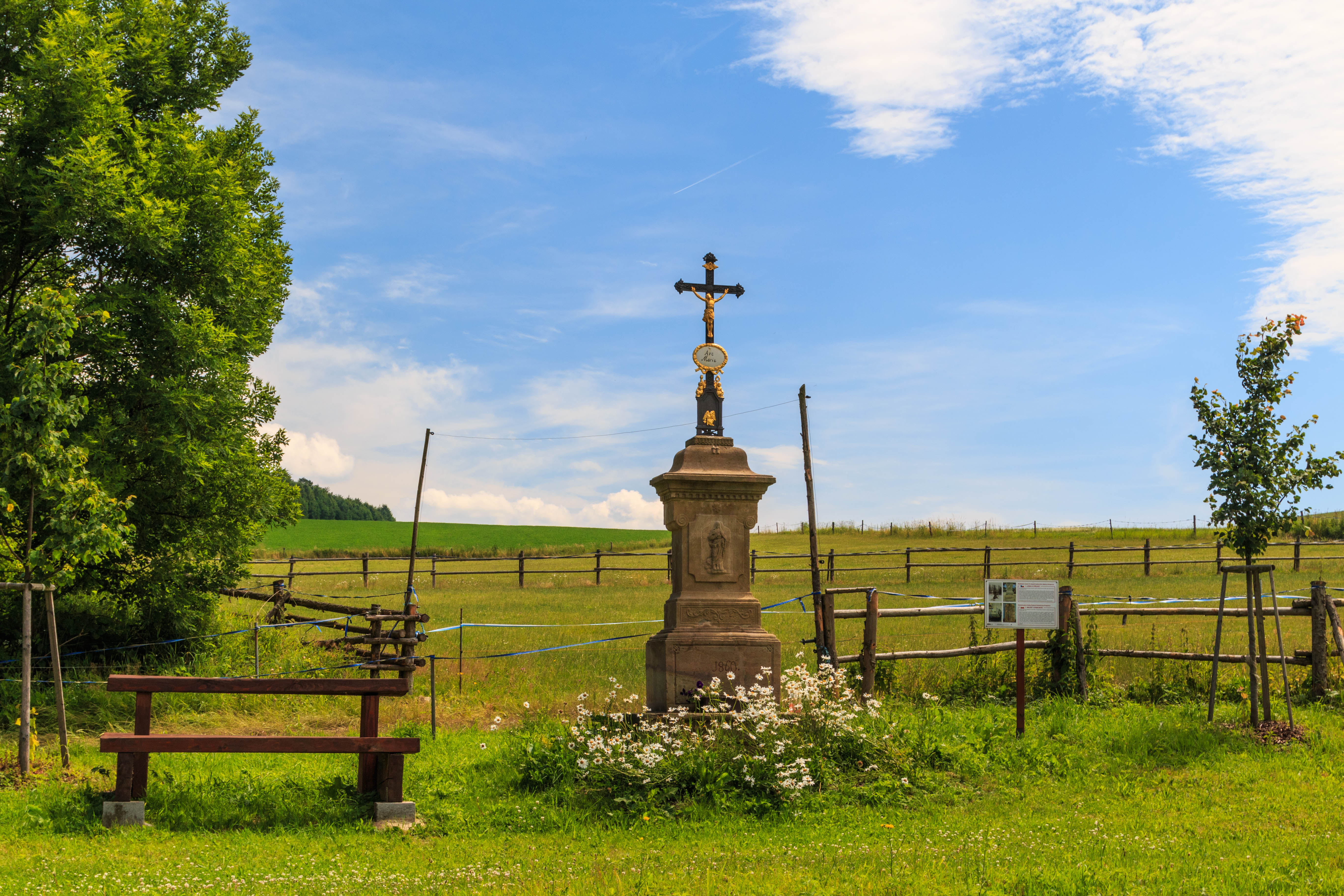
1860
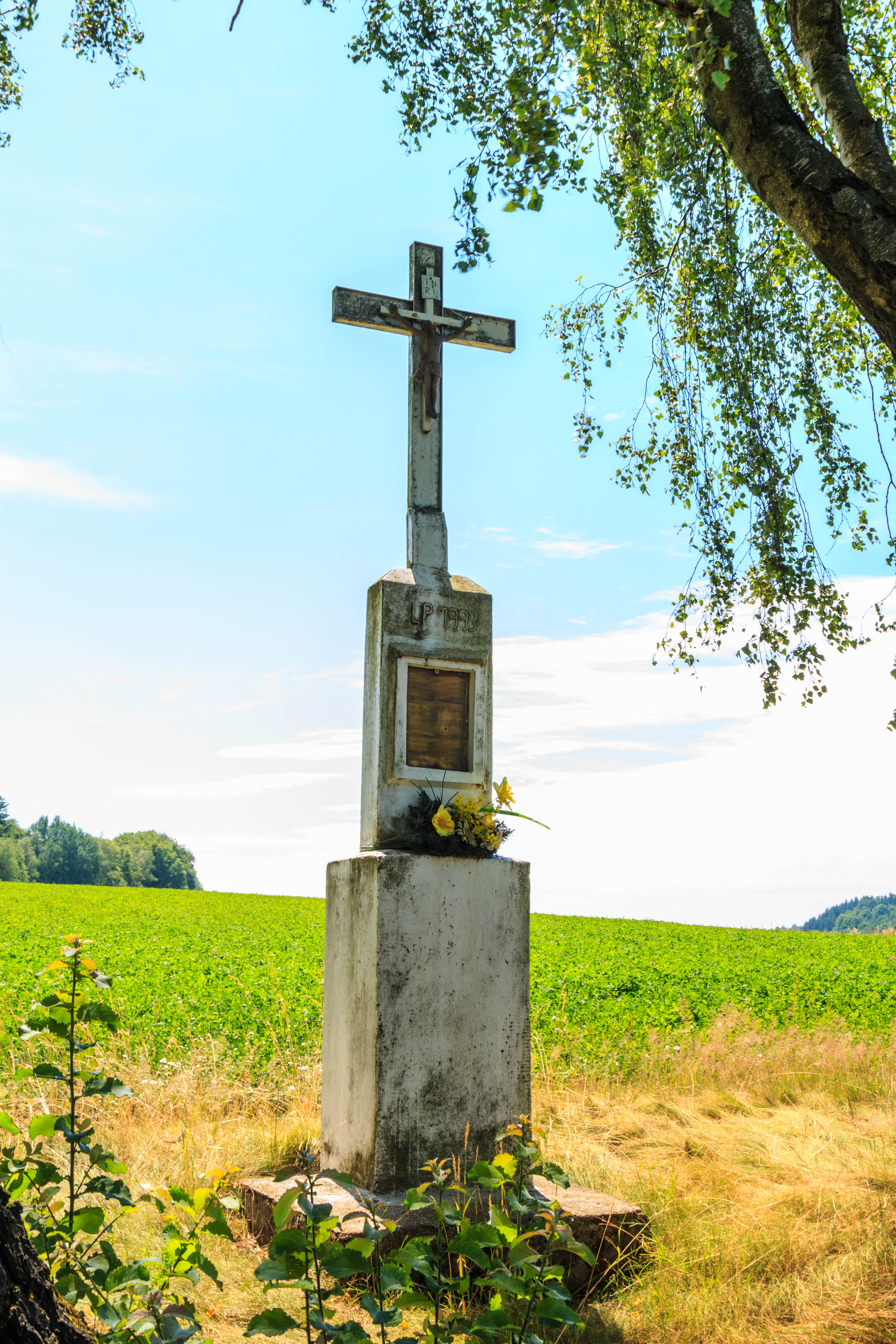
1993
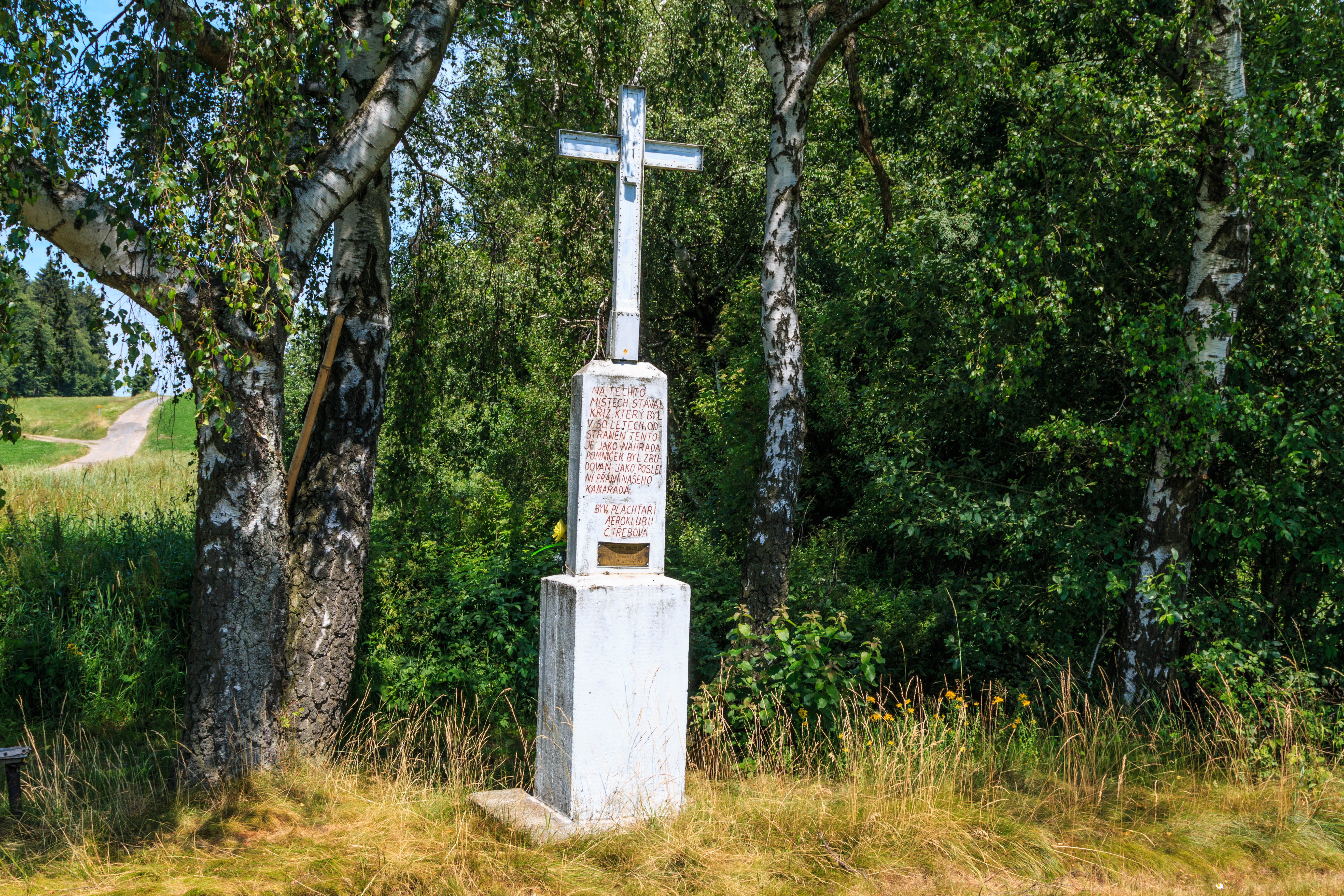